# Steekpasser

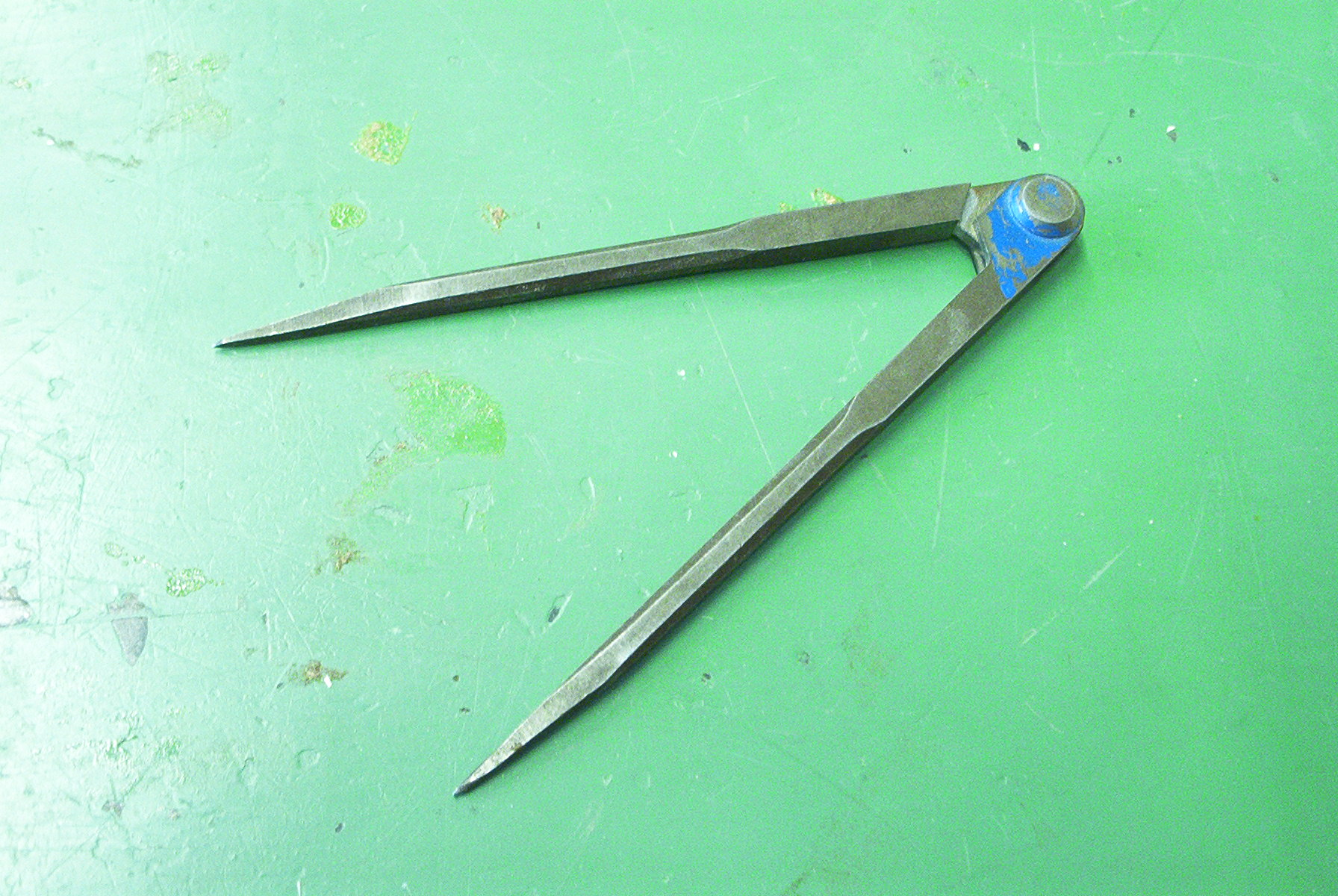
Eenvoudige steekpasser.

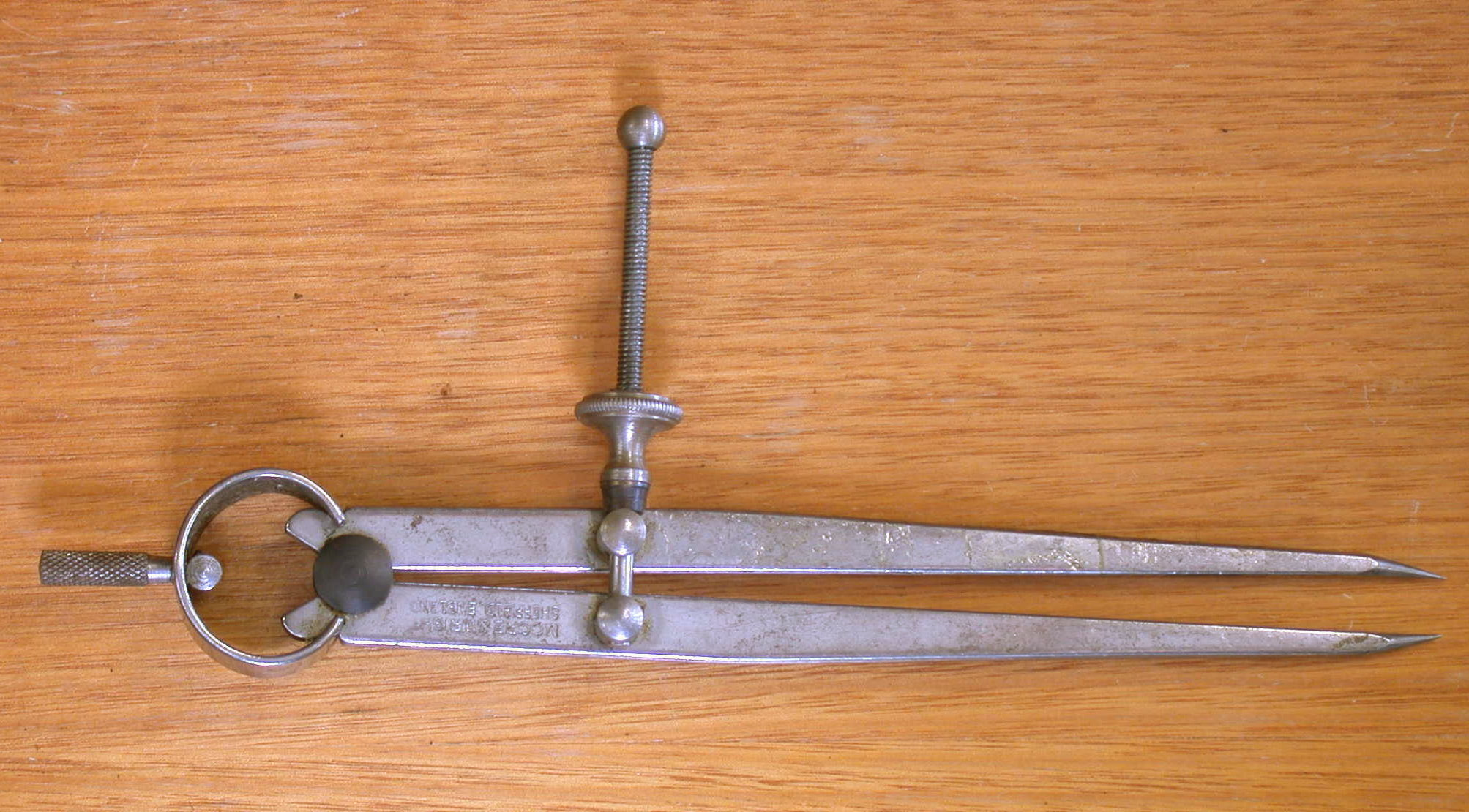
Steekpasser met stelschroef en veer.

De steekpasser of kraspasser bestaat uit twee aan elkaar scharnierende stalen benen, die uitlopen op een scherpe punt. Er kan een cirkel of cirkelboog mee worden gekrast op diverse ondergronden, zoals hout, metaal en kunststof. De steekpasser wordt ook gebruikt om een aantal precies gelijke afstanden mee af te passen. Daarbij wordt de afstand tussen beide punten precies afgesteld en vervolgens plaatst men de ene punt bij het begin, draait het andere been in de te volgen richting en dit herhaalt zich zo vaak als nodig is. De passer "wandelt" als het ware over het materiaal. Bij elk geprikt puntje kan vervolgens verder afgetekend worden. Het is op deze manier zeker dat de onderlinge afstanden precies gelijk zijn.
Het model op de bovenste afbeelding behoudt de afgestelde afstand door de stroefheid van het scharnier.
Het model op de onderste afbeelding heeft een pen met schroefdraad, die vastzit aan het (op het plaatje) onderste been. Deze steekt door het andere been en wordt met de kartelmoer op de gewenste afstand geblokkeerd. De veerspanning van de ringvormige veer op het scharnierpunt zorgt hierbij voor de tegendruk.
Bij de navigatie op zee wordt de steekpasser gebruikt om afstanden op de zeekaart af te passen, een boogminuut langs de verticale schaal komt (per definitie) overeen met een zeemijl. Met potlood wordt een koerslijn op de kaart getekend, vervolgens wordt een vaste afstand (bijvoorbeeld 10 mijl) tussen de passerbenen genomen en de afstand afgepast. Bij het laatste stukje wordt de passer bijgesteld en kan de resterende afstand op de gradenschaal afgelezen worden.